# Elindus Arena
Elindus Arena, tidigare känd som Regenboogstadion är en fotbollsstadion i Waregem.
Stadion ägs av Waregem, men fotbollslaget SV Zulte Waregem använder stadion genom leasing. Kapaciteten är 12 414 platser efter den nuvarande renoveringsfasen. Platsen kallas också aan de Gaverbeek, eftersom den ligger nära Gaverbeek.
Stadspartnern Racing Waregem spelar ibland på Rainbow Stadium under riskfyllda matcher. Bron som byggdes över dammarna på arenan är, tillsammans med namnet på arenan, en av de få resterna av denna festliga händelse. Matchen vanns sedan av Rik Van Steenbergen.

## Historia
Stadion har fått sitt namn efter Världsmästerskapen i landsvägscykling som hölls på vägen 1957. Cyklisterna kom in på stadion via den stora bron över Waregem-dammarna. Rik Van Steenbergen korsade mållinjen först och tog emot regnbågströjan. Det var tidigare hemstadion för KSV Waregem, men efter sammanslagningen av den klubben med Zultse VV är det hemstadion för den nya sammanslagna klubben SV Zulte Waregem (se artikeln SV Zulte Waregem för en detaljerad beskrivning av den nya sammanslagna klubben efter 2001).
Under Essevees glansdagar hade Rainbow Stadium plats för mer än 20 000 personer och var värd för flera europeiska klubbar.
Det fanns två ståplatsläktare bakom målen (sektion X och Y), varav den ena (sektion Y - bassängsidan) revs efter uppflyttningen till första divisionen 2005 och ersattes av en reklamvägg. Den andra läktaren (sektion X - sidan Zuiderlaan/R35) revs i juli 2014.
Den 1 februari 2021 lanserade staden Waregem och Zulte Waregem det nya namnet på arenan: Elindus Arena. Det nya namnet togs i bruk i början av säsongen 2021-2022.

## En ny regnbågsstadion

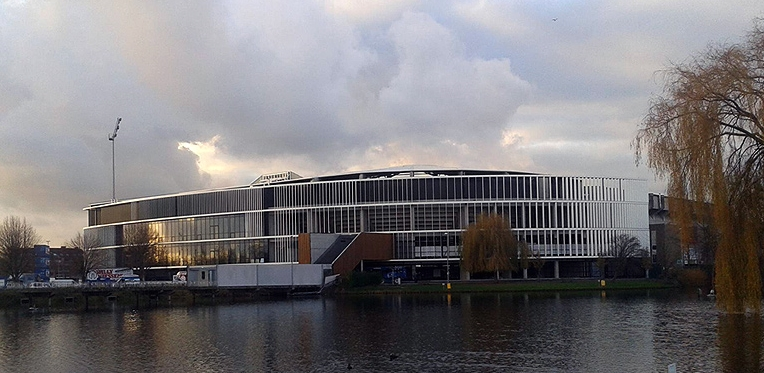
Utsidan av den nya Rainbow Stadium

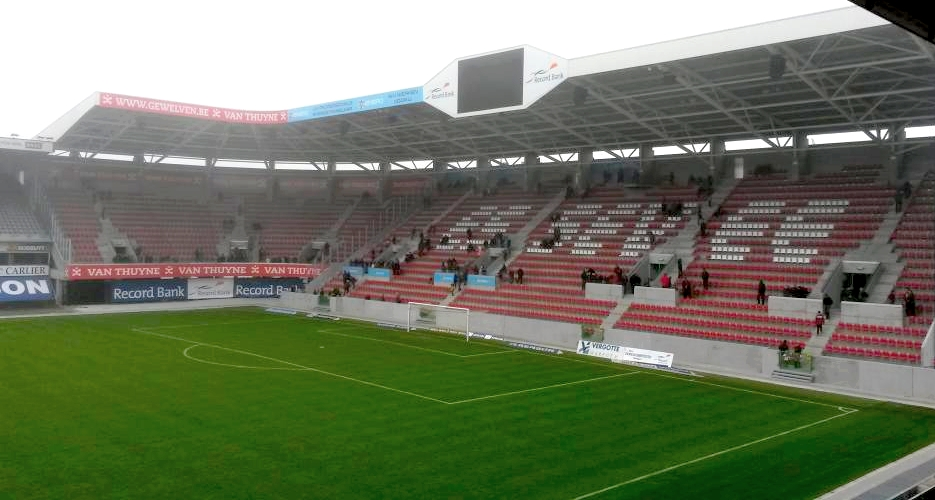
Den nya läktaren 4

Det har länge talats om en förnyad Rainbow Stadium. Provinsen Västflandern gav den kommunövergripande organisationen Leiedal i uppdrag att utreda den nya arenans genomförbarhet och multifunktionalitet. Den 20 februari 2008 gav kommissionen grönt ljus till det nya projektet. Den 14 maj 2008 inspekterades hela ärendet av ministern för fysisk planering, Dirk Van Mechelen. Planerna godkändes och byggandet av det renoverade komplexet, som innehåller ett köpcentrum och en bowlinghall, inleddes i juni 2014. Kapaciteten skulle öka med mer än hälften och därmed komma att uppgå till 14 500 åskådare.
I juni 2014 inleddes byggandet av Tribune 4 (sektionerna 401 till 409) på sidan av Zuiderlaan/R35. Tribunen togs i bruk i slutet av november. Kapaciteten för den nya läktaren är 2 220 platser (hemmasupportrar) och 980 platser (besökare). Besökarna kommer in i arenan via en bro över dammarna, varefter de kommer in i gästernas sektion via en tunnel. Den inre belysningen i gästernas sektion är alltid anpassad till bortalagets färger. Den nya läktaren invigdes den 28 november 2014 och togs genast i bruk för matchen mot KAA Gent. Den matchen slutade med en 2-1-seger för Essevee. De kommersiella utrymmena såldes till fitnesskedjan Oxygen och som kontorsutrymmen till det sociala sekretariatet Wij Helpen.
Efter säsongen 2014–2015 påbörjades rivningen av det tidigare Vak X (fas Ib), byggandet planerades till början av mars 2016 och avslutades i juni 2016. Den nya läktaren har en kapacitet på 2 700 ståplatser (den nya atmosfärsektionen), men kan omvandlas till en sittplatsläktare med 2 200 sittplatser. Försäljningen av dessa kommersiella utrymmen kommer att inledas efter det att byggnaden är färdigställd.
Under 2017 påbörjades arbetet med den nya hörnläktaren (södra hörnet) mellan läktarna 1 och 4. Den ursprungliga planen var dock att renovera läktare 1, men av ekonomiska skäl beslutade man att först bygga en ny hörntribun med skyboxar.
Det finns fortfarande planer på att förnya läktare 1 (huvudläktaren) och läktare 3 (damläktaren).

## Kapacitet
- Läktare 1 (huvudläktaren): 3823
- Grandstand 2 (läktaren): 2710
- Tribune 3 (damm tribune): 2540
- Tribune 4 (besökare): 962
- Läktaren 4 (familjeläktaren): 2215
- Södra hörnet: 164